# Јуниверсити Гарденс (Њујорк)
Јуниверсити Гарденс (енгл. University Gardens) насељено је место без административног статуса у америчкој савезној држави Њујорк.

## Демографија
По попису из 2010. године број становника је 4.226, што је 88 (2,1%) становника више него 2000. године.
| Група             | 2000.         | 2010.         |
| Белци             | 3.132 (75,7%) | 2.504 (59,3%) |
| Афроамериканци    | 99 (2,4%)     | 76 (1,8%)     |
| Азијати           | 550 (13,3%)   | 1.248 (29,5%) |
| Хиспаноамериканци | 314 (7,6%)    | 318 (7,5%)    |
| Укупно            | 4.138         | 4.226         |